# ロー・カーイン
ロー・カーイン（羅家英、1946年8月27日 - ）は香港の俳優。
『女人、四十。』で1996年の第15回香港電影金像奨最優秀助演男優賞と、1995年の第32回金馬奨最優秀助演男優賞を受賞。

## 出演作品

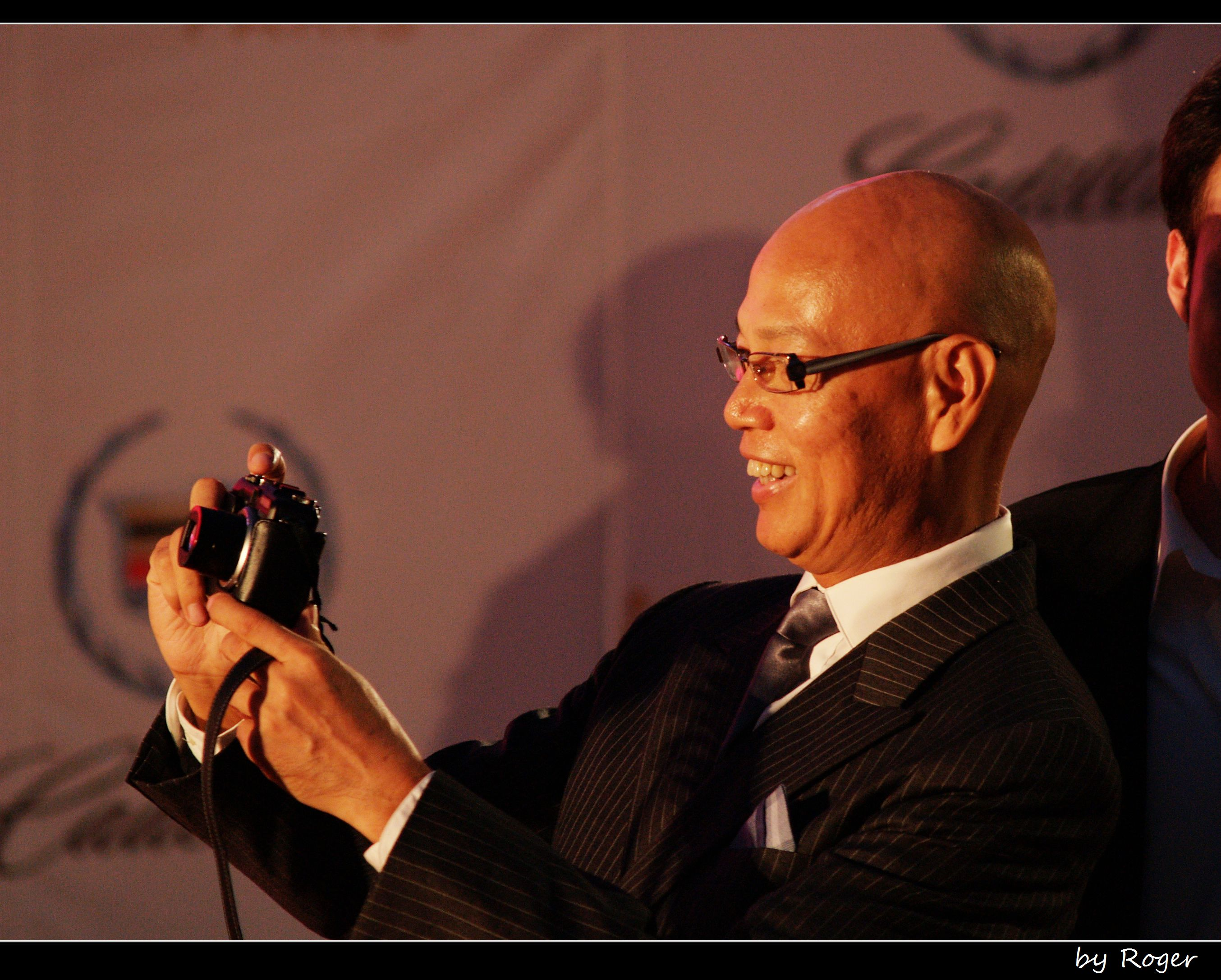
2007年。

### 映画
- 新ポリス・ストーリー 重案組 (1993)
- 君さえいれば/金枝玉葉 金枝玉葉 (1994)
- 0061/北京より愛をこめて!? 國産凌凌漆 (1994)
- ゴッド・ギャンブラー 完結編 賭神続集 (1994)
- 香港大虐殺 香港淪陷 (1994)
- 裏街の聖者 流氓醫生 (1995)
- 金玉満堂/決戦!炎の料理人 金玉満堂 (1995)
- チャイニーズ・オデッセイPART1 月光の恋 西遊記第壹佰零壹回月光寳盒 (1995)
- チャイニーズ・オデッセイPART2 永遠の恋 西遊記大結局之仙縁奇縁 (1995)
- 女人、四十。 女人、四十。 (1996)
- 食神 食神 (1996)
- 夢翔る人/色情男女 色情男女 (1996)
- 008 皇帝ミッション 大内密探零零發 (1996)
- 冒険王 冒険王 (1996)
- ビビアン・スーのロマンシング・ドラゴン 龍在少林 (1996)
- Kitchen キッチン 我愛厨房 (1997)
- ハッスル・キング 算死草 (1997)
- ラッキー・ファミリー 97'家有喜喜事 (1997)
- ミッドナイト・エキスプレス 黒獄断腸歌之砌生猪肉 (1998)
- トリックマスター 千王之王2000 (1999)
- ゴージャス 玻璃樽 (1999)
- 大混乱 ホンコンの夜 男人三十攪攪震 (2001)
- トランサー 霊幻警察 2002 異霊霊異 (2001)
- マジック・キッチン 魔幻厨房 (2004)
- エンター・ザ・フェニックス 大佬愛美麗 Enter the Phoenix (2004)
- 大阪プロレス飯店 (2004)
- 6AM 大無謂 (2004)
- ドラゴン・プロジェクト 精武家族 (2005)
- On His Majesty's Secret Service 大内密探靈靈狗 (2009)
- カンフーサイボーグ 機器侠 (2009)
- 処刑剣 14BLADES 錦衣衛 (2010年)
- 寄生性獣2046 蜜桃成熟時33D (2011年)
- 西遊記 孫悟空vsスパイダー・ウーマン 孫悟空大戦盤絲洞 (2020年)
- 映画 真・三國無双 真·三國無雙 (2021年)

### テレビドラマ
- 中華一番！ 中華小當家 (2005)
- 探偵学院 探偵學院 (2005)